# Wei Daxun
Wei Daxun (en chino: 魏大勋, pinyin: Wèi Dàxūn, coreano: Wi Dae-hun, hangul: 위대훈), es un actor y cantante chino.

## Biografía
Se entrenó en la Academia Central de Arte Dramático (en inglés "Central Academy of Drama").

## Carrera
En el 2014 se unió a la agencia JYP Entertainment donde fue aprendiz hasta el 2017. Wei fue el primer aprendiz chino de la agencia surcoreana.
En 2010 dio vida a Mao Anqing, el segundo hijo del presidente Mao Zedong en la serie Mao Anying.
Ese mismo año se unió al elenco de la serie china One and a Half Summer donde interpretó a Ma Juncai, un joven agresivo, locuaz y romántico al que le encanta llamar la atención de las mujeres mediante el uso de sus imágenes con photoshop en las redes sociales.
En 2015 participó en el programa We Are in Love junto a la actriz Li Qing.
En 2017 apareció como invitado en un episodio de la segunda temporada del programa de juegos Ace vs Ace.
El 14 de abril del mismo año apareció como invitado en el primer episodio de la quinta temporada del programa Keep Running donde formó parte del equipo azul junto a Deng Chao y Carina Lau.
El 15 de noviembre del 2019 aparecerá en el elenco principal de la película Somewhere Winter donde interpretará a Yu Feng. 
En el 2020 se unirá al elenco recurrente de la serie The Love of Hypnosis (también conocida como "Records of the Southern Mist House") donde dará vida a Zhao Xinzhi.

## Filmografía

### Series de televisión
| Año           | Título                        | Personaje                  | Notas   |
| ------------- | ----------------------------- | -------------------------- | ------- |
| 2021-presente | A Love Never Lost             | -                          | [ 5 ]   |
| 2020-presente | The Love of Hypnosis          | Zhao Xinzhi                |         |
| 2020-presente | Ordinary Glory                | Hao Shuai                  |         |
| 2019          | The Brightest Star in the Sky | Cantante                   | (cameo) |
| 2018          | Women in Beijing              | Yang Dahe                  |         |
| 2018          | Caught in the Heartbeat       | Tang Yixiu                 |         |
| 2017          | Super Medical Resident        | Hua Yilong                 |         |
| 2017          | Fresh Teachers                | Biao Zi                    |         |
| 2016          | Shuttle Love Millennium 2     | Sun Qilong / Zhang Zhigang |         |
| 2016          | The Love of Happiness         | Ouyang Tianyu              |         |
| 2015          | 伏弩                          | Li Nan                     |         |
| 2014          | City Hunter                   | Fan Hongling               |         |
| 2014          | One and a Half Summer         | Ma Juncai                  |         |
| 2013          | Angel is Coming               | Qi Jinbei                  |         |
| 2012          | Chili and Pickles             | Ji Feng                    |         |
| 2011          | Police Students               | Duan Li                    |         |
| 2010          | Mao Anying                    | Mao Anqing                 |         |
| 2008          | Sufei's Diary                 | Xiao Nan                   |         |

### Películas
| Año  | Título                  | Personaje       | Notas                                                                                      |
| ---- | ----------------------- | --------------- | ------------------------------------------------------------------------------------------ |
| 2020 | Rescue                  | -               | junto a Eddie Peng, Wang Yanlin, Xin Zhilei, Xu Yang y Guo Xiao Dong                       |
| 2019 | Because of Love         | -               | junto a Guo Shutong y Vincent Wei                                                          |
| 2019 | Begin Again             | Zhong Yao       | junto a Bai Baihe y Zhang Zifeng                                                           |
| 2019 | Somewhere Winter        | Yu Feng         | junto a Wallace Huo, Ma Sichun, Lin Bohong y Zhang Yao                                     |
| 2019 | The Last Wish           | Zhang Zhengyang | junto a Peng Yu-chang, Darren Wang, Zeng Mengxue y Wang Yuwen                              |
| 2017 | What a Wonderful Family | -               |                                                                                            |
| 2017 | Fight for Love          | Li He           | junto a Zhang Meng, Qiu Xinzhi, Wei Tian Hao y Shutong Guo                                 |
| 2016 | The Light               | Guan Xiaokang   | junto a Xu Lu, Qi Xi, Han Tong Sheng y Fan Lin Feng                                        |
| 2015 | Fighting Youth          | He Xi           | junto Sun Jian, Van Fan, Mao Xiaotong, Aarif Rahman y Kingdom Yuen                         |
| 2015 | Forever Young           | Zhang Zai Chang | junto a Li Yifeng, Zhang Huiwen, Jiang Jinfu, Calvin Tu, Leon Zhang, Liu Haoran y Nichkhun |
| 2012 | Crossing the Border     | Wu Yi           |                                                                                            |
| 2011 | 1911                    | Wu Yuzhang      | junto a Jackie Chan, Winston Chao, Li Bingbing, Sun Chun, Jaycee Chan y Hu Ge              |

### Programas de variedades
| Año                          | Programa | Notas |
| ---------------------------- | --- | --- |
| 2021-presente                | Game of Shark | 'miembro |
| 2020-presente 2018 2015      | Go Fridge (Please Take Care of My Refrigerator)                                                                                                  | co-presentador (ep. #7-8) - invitado (ep. #5-6) - presentador / (ep. #37-38) - invitado                       |
| 2019-presente 2018 2017 2016 | Who's The Murderer: Season 5 Who's The Murderer: Season 4 Who's The Murderer: Season 3 Who's The Murderer: Season 2 Who's The Murderer: Season 1 | - (ep. #2, 4) - invitado (ep. #3-4, 6, 8-9) - miembro (ep. #1, 4, 7-8 y 11-12) - invitado (ep. #6) - invitado |
| 2014-2017, 2019, 2021        | Happy Camp | 23 episodios - invitado                                                                                       |
| 2019                         | We Grew Up (我们长大了) | 10 episodios - miembro                                                                                        |
| 2019                         | Youth Periplous (青春环游记) | (ep. 1-8, 10) - miembro                                                                                       |
| 2019                         | 终极高手 | miembro |
| 2019                         | Back to Field S3 | invitado |
| 2019                         | Great Escape (密室大逃脱) | miembro |
| 2018                         | Day Day Up | (ep. #7) - invitado                                                                                           |
| 2018                         | Super Nova Games (超新星全運會) | concursante                                                                                                   |
| 2018                         | Viva La Romance | invitado |
| 2018                         | Produce 101 China | (ep. #8) - invitado                                                                                           |
| 2018                         | Who's the Keyman? | (ep. #7-8) - invitado                                                                                         |
| 2018                         | Twenty Four Hours: Season 3 | miembro |
| 2017, 2018                   | Keep Running | (ep. #5.01, 6.12) - invitado                                                                                  |
| 2017                         | Ace vs Ace | invitado |
| 2017                         | Back to Field | invitado |
| 2017                         | The Cute Teacher Arrives (萌师驾到) | miembro |
| 2017                         | Give Me Five S1 | (ep. #3) - invitado                                                                                           |
| 2016                         | We Are Seventeen | (ep. #12-13) - invitado                                                                                       |
| 2016                         | Run For Time: Season 2 | (ep. #3) - invitado                                                                                           |
| 2016                         | Number One Surprise | miembro |
| 2015                         | We Are in Love Season 2 | miembro - junto a Li Qin                                                                                      |
| 2015                         | Dream of China | |
| 2015                         | Singer X | |

### Anuncios
| Año  | Título                           | Notas |
| ---- | -------------------------------- | ----- |
| 2017 | ZA 20th Anniversary              |       |
| 2016 | GQ                               |       |
| 2016 | Moxuan Produce                   |       |
| 2016 | L'Oreal Paris Hydra Fresh Genius |       |
| 2015 | Our Street Style                 |       |

### Eventos
| Año  | Título                                                      | Notas |
| ---- | ----------------------------------------------------------- | ----- |
| 2020 | Milan Fashion Week Men’s - Prada Men’s S/S 2020 Runway Show |       |
| 2019 | Cosmopolitan China - 2019 Cosmo Glam Night                  |       |
| 2019 | Hunan TV - "Suning Double 11 Carnival Festival"             |       |

### Embajador
| Año   | Título                                                               | Notas                 |
| ----- | -------------------------------------------------------------------- | --------------------- |
| 2019- | Jilin Province Youth New Media Creative Entrepreneurship Competition | Embajador promocional |

### Revistas / sesiones fotográficas
| Año  | Revistas            | Notas                                             |
| ---- | ------------------- | ------------------------------------------------- |
| 2020 | Men’s Uno Young     | (publicación de marzo)                            |
| 2020 | ELLEidol            |                                                   |
| 2019 | Honda               |                                                   |
| 2019 | GQ China            | (publicación de diciembre)                        |
| 2019 | ViVi China          | (publicación de octubre)                          |
| 2019 | VogueMe             | (publicación de octubre)                          |
| 2019 | Dazed China         |                                                   |
| 2019 | LEON Young Magazine | (publicación de septiembre)                       |
| 2019 | Marie Claire Beauty | (publicación de agosto)                           |
| 2019 | Bazaar Men China    | junto a Peng Yu-chang, Darren Wang y Tian Yusheng |
| 2019 | LifeStyle Magazine  | (publicación #2279)                               |

## Discografía
| Año  | Canción                            | Álbum                                | Notas                               |
| ---- | ---------------------------------- | ------------------------------------ | ----------------------------------- |
| 2019 | My Motherland and I (Youth)        | Conmemoración del 70 Aniversario PRC |                                     |
| 2019 |                                    | OST de The Last Wish                 | junto a Darren Wang y Peng Yu-chang |
| 2018 | "Regardless" (无论)                | OST de Caught in the Heartbeat       |                                     |
| 2016 | "No Problem" (没关系)              | OST de The Light                     |                                     |
| 2016 | "My Everything"                    | OST de Shuttle Love Millennium 2     |                                     |
| 2016 | "A Girl Like You" (像你这样的女孩) | OST de The Love of Happiness         |                                     |
| 2015 | "Goodbye Goodbye" (再见再见)       | OST de Forever Young                 |                                     |

### Otros
| Año  | Canción | Álbum | Notas                                                                                |
| ---- | ------- | ----- | ------------------------------------------------------------------------------------ |
| 2020 | 手足    | -     | (Homenaje a los héroes en la primera línea contra COVID-19) - junto a otros artistas |

## Beneficencia
En abril del 2020 participó junto a los actores Huang Xuan, Zheng Shuang y la modelo Liu Wen, en la promoción de las camisetas de flor de cerezo "LOVE CREATES" de Dazzle Fashion, cuyos ingresos serán donados a la Facultad de Medicina y Odontología de la Universidad de Wuhan (inglés: "Wuhan University’s Faculty of Medicine & Dentistry").

## Premios y nominaciones
| Año  | Categoría               | Premio                                   | Trabajo | Resultado |
| ---- | ----------------------- | ---------------------------------------- | ------- | --------- |
| 2017 | New Force Idol Award    | 14th Esquire Man At His Best Award       | -       | Ganó      |
| 2017 | Most Promising Actor    | Netease Crossover Fashion Award          | -       | Ganó      |
| 2015 | Most Promising Newcomer | Asian Influence Awards Oriental Ceremony | -       | Ganó      |